# Menouthis

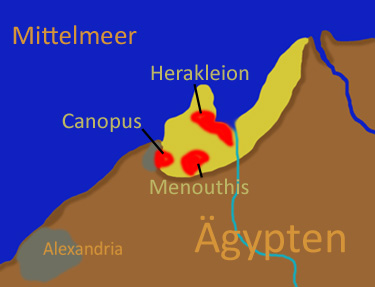
Ausschnitt von Nordägypten mit den untergegangenen Städten Canopus, Herakleion und Menouthis. Gelb gezeichnet ist versunkenes Land, rechts ist dunkelblau der Nil; die türkise Linie ist ein nicht mehr existierender Ausläufer

Menouthis war eine heilige Stadt in Ägypten in der Nähe von Alexandria, die den Göttern Isis und Serapis geweiht war. Sie versank nach mehreren ungeklärten Katastrophen im 8. Jahrhundert n. Chr. im Meer.
In den Jahren 2000 und 2001 führte Franck Goddio mit seinem Team Untersuchungen in der Bucht von Abukir durch. Dabei entdeckten sie die heutzutage rund sechs Kilometer von der Küste entfernt liegende Hafenstadt Herakleion, Teile der Stadt Kanopus und Beweise für die Existenz von Menouthis. Alle Orte liegen in etwa sechs bis acht Meter Tiefe und sind von etwa zwei Metern Sand bedeckt.
Zölle von Schiffen, die vom Mittelmeer aus auf dem Nil weitersegeln wollten, bescherten den Städten einen hohen Grad an Wohlstand. Doch die Hinterlassenschaften im Meer lassen darauf schließen, dass die Menschen die Stadt abrupt und eilig verließen, ohne je zurückzukehren. Wissenschaftler sind sich einig, dass mindestens zwei Katastrophen die Gegend trafen und untergehen ließen. Eine Erklärung ist, dass das Gelände aufgrund mehrerer Erdbeben unter die Meeresoberfläche sank. Die Region könnte aber auch bei mehreren Nilfluten in den Jahren 741 oder 742 überschwemmt worden sein.